# Морозов, Николай Васильевич
Николай Васильевич Морозов (12 [24] ноября 1862, Курск — 1 марта 1925 года, Ленинград, РСФСР, СССР) — русский военный гидрограф и полярный исследователь. Генерал-майор Корпуса флотских штурманов (в отставке с января 1913 года).
В 1887—1889 годах проводил исследования на Дальнем Востоке России, в 1893—1899 годах участвовал в гидрографических работах на Балтийском, Белом морях и в Северном Ледовитом океане.

## Биография
Будущий полярный исследователь родился далеко от моря, в селе Знаменское (Кривцово) Щигровского уезда Курской губернии в семье купца.
В Курске получил первоначальное образование (Курское реальное училище). В шестнадцать лет отправился в Санкт-Петербург, окончил штурманское отделение Технического училища Морского ведомства.

## Служба
После окончания учёбы принят в Корпус флотских штурманов. Некоторое время нёс службу в Балтийском море.
В 1887 году в чине КФШ подпоручика зачислен в команду винтового клипера «Наездник» и направлен на Дальний Восток России для участия в съёмке берегов Сахалина от Корсаковского поста до Тихой пристани под началом производителя гидрографических работ Сибирского флотского экипажа подпоручика КФШ С. А. Варгина, в съёмке южной части залива Петра Великого под руководством лейтенанта К. П. Андреева и создании геодезической опорной сети в рамках проведения Отдельной съемки Восточного океана. Возможно на этом же клипере вернулся в Санкт-Петербург.
В 1893 году зачислен в экипаж клипера «Вестник», в этом же году на клипере отправился из Ревеля с заходом в Либаву, и далее вокруг Скандинавии на Мурманск, с задачей пройти от Екатерининской гавани до Новой Земли. Этот поход имел ряд и других целей:
- Охрана российских территориальных вод от браконьерства, связанного со слабой охраной северных территорий;
- Решение картографических задач — промер глубин у побережья
- Проведение астрономических и магнитных наблюдений

Картографические задачи Морозов выполнял под руководством М. Е. Жданко совместно с Н. М. Книповичем, М. Н. Игнатьевым и В. К. Неупокоевым. Полем деятельности экспедиции являлась акватория у берегов полуострова Рыбачий, Кольский залив, Териберская губа, район Иокангских островов.
В 1894 году была закончена очередная часть работ и Жданко выпустил книгу «Очерк гидрографических работ, исполненных в Ледовитом океане летом 1894 года».
Жданко, а вместе с ним и Морозов в следующую навигацию 1895 года продолжили работы на клипере «Джигит».
Задачей Николая Васильевича было создание лоцманского описания побережья материка к востоку от Мурманска до Карского моря. А Морозов ставил своей целью создать лоцию уровня описания берегов Лапландии авторства М. Ф. Рейнеке. Результаты работ были обобщены Морозовым в книге «Лоция Самоедского берега…», вышедшей в 1896 году. Это издание является подробным описанием побережья и островов от мыса Канин Нос до острова Вайгач.
После этого, в 1896 году, Морозов в чине поручика вёл исследования на винтовом транспорте «Самоед» в Баренцевом море под руководством лейтенанта А. М. Бухтеева. Работы вместе с ними проводил беломорский гидрограф Н. М. Деплоранский, посильную помощь оказывали командир судна В. А. Лилье и офицеры И. И. Назимов, М. А. Фефелов, А. А. Гаврилов и А. С. Боткин.
Кроме Мурманского берега учёные исследовали гидрографию новоземельской бухты Белушья Губа, где Бухтеев произвёл существенные уточнения существовавших карт. Позже Морозов продолжил гидрографические работы на судне «Компас» и других кораблях.

### Самостоятельные экспедиции
Он участвовал в нескольких крупных полярных экспедициях, и с 1899 по 1905 годы занимал должность помощника начальника Гидрографической экспедиции Северного Ледовитого океана. Его руководителем был выдающийся гидрограф А. И. Вилькицкий. В 1901 году издал в Санкт-Петербурге «Лоцию Мурманского берега…», тогда он был в чине штабс-капитана. В 1905 году Морозов стал первым лоцмейстером Карского моря: он провёл в устье Енисея 22 грузовых парохода, которые транспортировали необходимые материалы для строительства Великой Сибирской магистрали.
С 1906 по 1910 годы руководил Гидрографической партией Отдельной съемки Мурманского берега, был командиром гидрографического судна «Пахтусов». В 1908 году способствовал изданию текста лоции из старинной тетради, попавшей к нему. Текст был опубликован в «Записках по гидрографии», Морозов выполнил вступительную статью, комментарии к тексту и словарь поморских терминов.
С 1910 года, будучи уже в чине полковника Корпуса Флотских Штурманов, он был начальником геодезической части главного гидрологического управления.
В 1911 году руководил выбором места для строительства станций на мысе Маре-Сале и в проливе Карские ворота. Строительство было запланировано на 1912 год, но погодные условия не позволили этого сделать — экспедиция не смогла пройти дальше пролива Югорский Шар. Экспедиция Брусилова планировала встретиться с Морозовым в этой точке, но встреча не состоялась.
1913 год стал более удачным с точки зрения ледовой обстановки, и Н. В. Морозов участвовал в работах по гидрографическому исследованию и навигационному оборудованию Карского моря, которые проводились на пароходе «Николай II». По результатам этой работы на Белом море он в 1914 году подготовил монографию, и опубликовал её в 1915 году.

### После Октябрьской революции
После Октябрьской революции Морозов остался в РСФСР и работал по специальности в Полярной комиссии Гидрографического управления и в Морском комитете Российского гидрологического института Академии Наук (создан в 1919 году).
На закате жизни здоровье Морозова пошатнулось, он уже не смог работать и последние дни провёл в пансионате для одиноких и неимущих ленинградцев. В 1925 году выходит его книга «Мореходная книга или лоция беломорских поморов», в том же году он умер.
Похоронен на Смоленском кладбище в Ленинграде, памятник на его могиле59°56′37″ с. ш. 30°14′49″ в. д. был установлен только в 1980-е годы и сейчас находится под охраной государства.

## Вклад

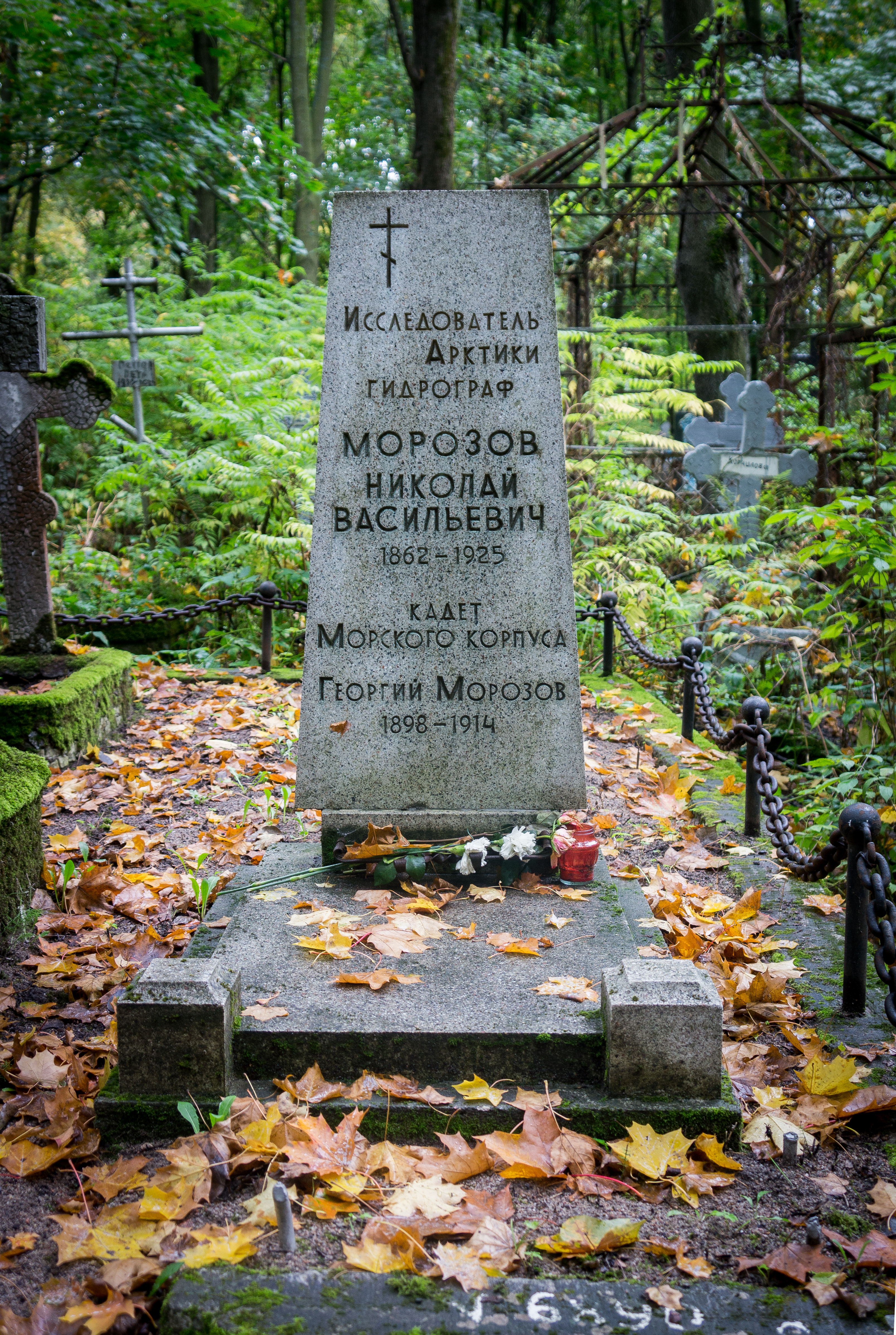
Могила на Смоленском кладбище

По поводу вклада Николая Васильевича Морозова в разведку Северного морского пути:

В этом отношении, да и во многих других, заслуги Н. В. Морозова перед страною очень велики и должны быть последнею вознаграждены широко и по справедливости по отношению к той пользе, какую его работы не только принесли, но и ещё долго будут приносить— Ю. М. Шокальский

## Память
В честь Морозова названы мысы на Новой земле, Северной земле (о. Большевик), в Карском море (о. Верн) и на Кольском полуострове; остров в Карском море (пролив Карские Ворота) и пролив в Карском море (р-н Амдермы).
Также в честь Н. В. Морозова назван мыс в Японском море (залив Петра Великого).
К 160-летию со дня рождения Морозова был приурочен выход посвящённой ему книги "Штурман ледовитых морей", которую правнучка героя книги Ольга Вадимовна Максимова писала в течение 30 лет.